# Batalha de Albuera
A Batalha de Albuera, junto a La Albuera, foi travada em 16 de Maio de 1811. Durante a Guerra Peninsular, um corpo de tropas composto por forças britânicas, portuguesas  e espanholas, sob o comando de Beresford, enfrentou o exército de Soult, que  pretendia socorrer a guarnição francesa que se encontrava em Badajoz. A batalha resultou inconclusiva, segundo a opinião de Beresford mas, na realidade, o objectivo foi alcançado, se bem que à custa de pesadas baixas. O exército de Soult foi obrigado a retirar e o cerco a Badajoz foi mantido.

## Antecedentes
No Verão de 1810, o corpo de tropas francês denominado L' Armée du Portugal, sob o comando do Marechal Massena, deu início à terceira invasão de Portugal. Em Outubro desse ano, perante o sistema defensivo das Linhas de Torres Vedras, Massena compreendeu que não tinha possibilidades de atingir Lisboa sem receber reforços.
Numa tentativa de apoiar Massena, de acordo com as ordens recebidas de Napoleão, Soult dirigiu-se para a fronteira portuguesa. A entrada em Portugal por Sul, no entanto, estava bem defendida por praças fortes, em território português e em território espanhol. A 22 de Janeiro de 1811, as tropas francesas conseguem a rendição de Olivença e, no dia 28, começam a construir as trincheiras do cerco à praça forte de Badajoz. A 19 de Fevereiro, quando os espanhóis tentaram libertar aquela praça, sofreram uma pesada derrota na Batalha de Gebora e Badajoz acabou por se render a 11 de Março. Então já as tropas de Massena, impossibilitadas de obterem abastecimentos num território devastado, estavam em retirada desde o 4 de Março.
Às forças francesas no Sul de Espanha, no entanto, nem tudo corria bem. No dia 5 de Março desse ano, o Marechal Victor viu as suas Divisões serem derrotadas na Batalha de Barrosa por um corpo de tropas britânicas, portuguesas e espanholas. Quando recebeu estas notícias, Soult decidiu voltar novamente para a Andaluzia deixando em Badajoz uma forte guarnição francesa.
A 25 de Março de 1811, um corpo de tropas anglo-lusas sob comando de Beresford recapturou a praça de Campo Maior que tinha sido ocupada pelas tropas francesas desde 21 de Março. No dia 9 de Abril Beresford dava início ao cerco da praça de Olivença que acabou por se render no dia 15 de Abril. Dali partiu em direcção a Badajoz e o cerco teve início no dia 6 de Maio. Iniciava-se a primeira fase do Cerco de Badajoz que teve de ser interrompido para enfrentar as tropas de Soult que avançavam novamente para a região, agora com o objectivo de socorrer aquela praça forte guarnecida por tropas francesas. Beresford, de acordo com as instruções de Wellington, colocou as suas tropas por forma a deter o inimigo em La Albuera.

## O campo de batalha
A cerca de 25 Km de Badajoz, para Sudeste, situa-se a povoação de La Albuera que no início do século XIX se situava totalmente na margem ocidental do rio com o mesmo nome. La Albuera era uma aldeia grande com a torre da igreja muito alta, situada numa pequena colina frente à linha de alturas, a pouco mais de 150 metros da margem do rio.
O Rio Albuera é um afluente do Rio Guadiana e forma-se por junção das ribeiras de Chicapierna e de Nogales. Não tem um grande caudal mas não deixa de constituir um obstáculo. A infantaria e a cavalaria (da época que estamos a tratar) podiam atravessá-lo sem dificuldade mas a artilharia e os trens, com os seus carros, necessitavam  de utilizar a ponte situada um pouco a sul da povoação ou alguns pontos em que as margens não constituíam por si só um obstáculo.
Na margem ocidental do Rio Albuera, onde se instalaram os Aliados, excluindo as zonas em que a margem apresenta pequenas escarpas, podemos dizer que o terreno sobe suavemente. Não oferecia, assim, uma nítida vantagem para o defensor. A leste do rio, o terreno, ainda mais suave, era arborizado o que permitia esconder os movimentos das tropas francesas.

## As forças em presença

### Forças Aliadas
As Forças Aliadas eram constituídas por tropas britânicas, portuguesas e espanholas. As tropas anglo-lusas (10 449 britânicos e 10 201 portugueses) encontravam-se sob o comando de William Carr Beresford. A estas tropas juntaram-se os exércitos espanhóis (14 634 homens) do General Francisco Javier Castaños e do Capitão-General Joaquín Blake.

#### Forças britânicas e portuguesas

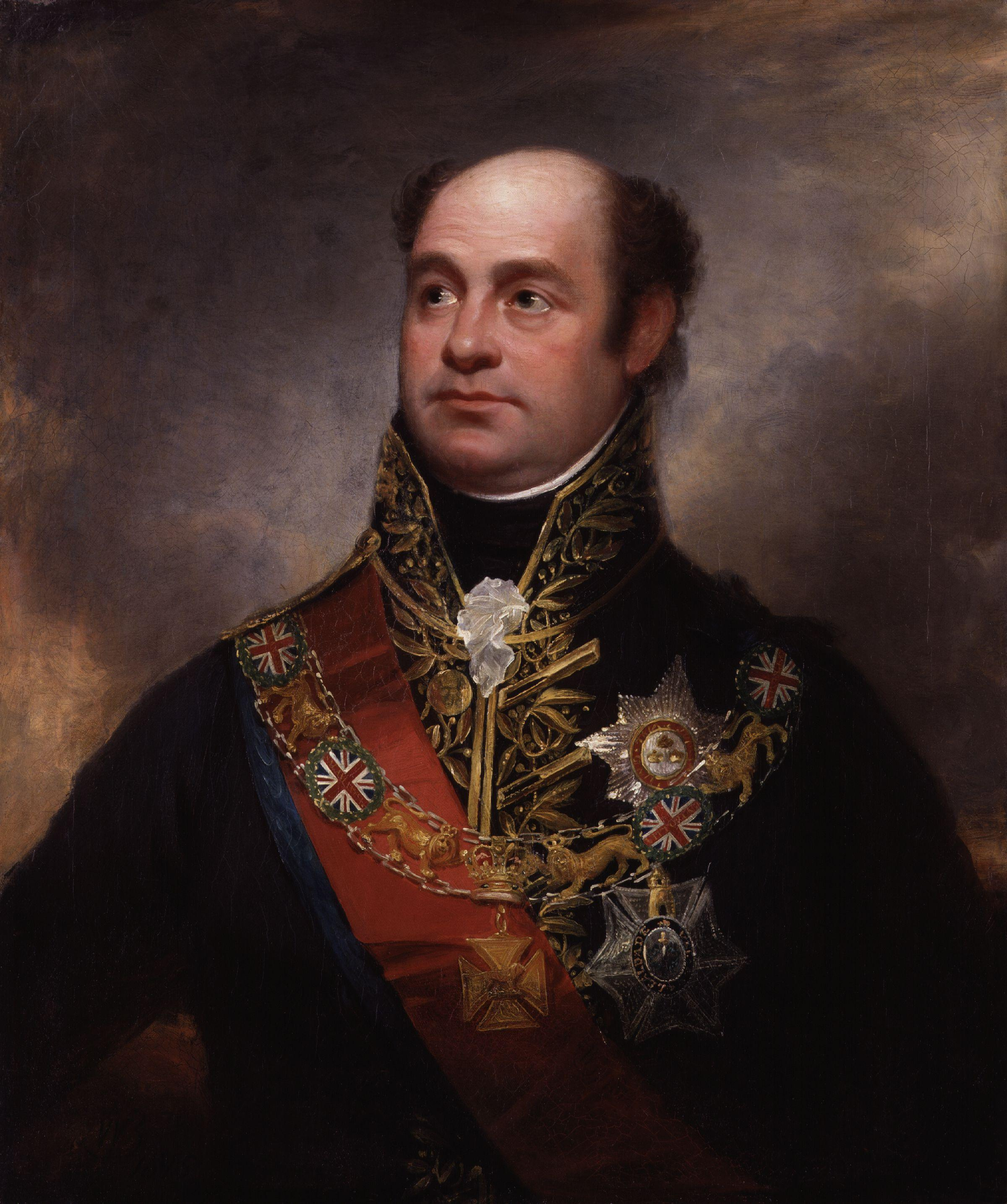
William Carr Beresford, comandante das forças anglo-lusas.

As forças anglo-lusas somavam 20 650 homens. Estas forças estavam sob o comando do Marechal William Carr Beresford que era então o comandante do Exército Português. Encontravam-se organizadas da seguinte formaː
- 2ª Divisão de Infantaria (britânica), sob comando do Major-general William Stewart, com 5 460 homens; era composta por dez batalhões que formavam três brigadas (Colborne, Hoghton e Abercrombie); dispunha também de 3 companhias de infantaria ligeira pertencentes ao 5/60th Foot;

- 4ª Divisão de Infantaria (britânica), sob comando do Major-general Lowry Cole, com 5 107 homens; era composta por duas brigadas britânicas (Myer e Kemmis), estando a segunda reduzida a três companhias; foi-lhe ainda atribuída uma brigada portuguesa (Brigadeiro-general Harvey); com esta divisão encontrava-se também a brigada de Carlos de España do corpo de tropas do General Castaños.

- Brigada Independente da King's German Legion (K.G.L.), sob comando do Major-general Charles Alten, com 1 098 homens; era composta por dois batalhões de infantaria ligeira;

- Divisão de Infantaria Portuguesa, sob comando do Major-general John Hamilton, com 4 819 homens; era constituída por oito batalhões de infantaria (dois de cada um dos regimentos: RI 2, RI 4, RI 10 e RI 14) organizados em duas brigadas (Campbell e Fonseca);

- Brigada Independente Portuguesa, sob comando do Coronel Richard Collins, com 1 385 homens; era constituída por três batalhões: dois do RI 5 e Caçadores 5;

- Corpo de Cavalaria Britânica, sob comando do Major-general Long, com 1 164 sabres; era constituído por três regimentos de Dragões;

- Corpo de Cavalaria Portuguesa, sob comando do Coronel Loftus William Otway, com 849 sabres; era constituído por quatro regimentos de cavalaria: RC 1 (Leia-se «Regimento de Cavalaria nº 1»), RC 5, RC 7 e RC8;

- Artilharia Britânica, constituída por quatro baterias, duas de tropas britânicas (Lefebure e Hawker) e duas da K.G.L. (Cleeves e Sympher);

- Artilharia Portuguesa, constituída por duas baterias (Arriaga e Braun).

Toda a cavalaria aliada estava sob o comando do Major-general William Lumley.

#### As forças espanholas

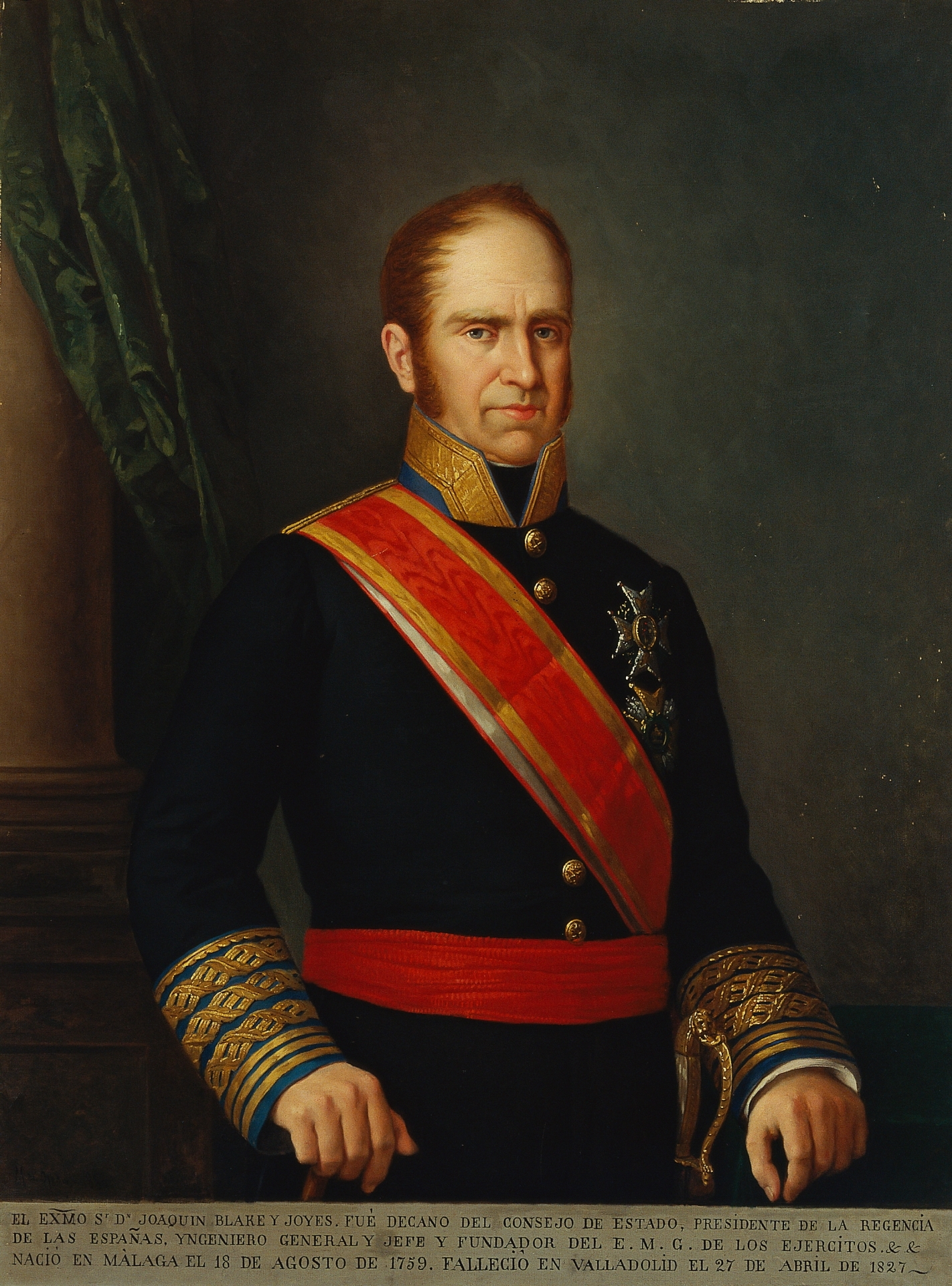
Capitão-general Joaquín Blake.

Com um efectivo de 14 634 homens, pertenciam a dois corpos de tropas distintos: um comandado pelo General J Joaquín Blake (12 073 homens), outro pelo General Francisco Javier Castaños (2 561 homens). Estavam organizados da seguinte formaː
O corpo de tropas do General Blake era constituído por:
- Divisão de Vanguarda, sob comando do General José de Lardizábal, com 2 398 homens;
- 3ª Divisão de Infantaria, sob comando do General Francisco Ballesteros, com 3 525 homens;
- 4ª Divisão de Infantaria, sob comando do General José Zayas, com 4 882 homens;
- Corpo de Cavalaria com 1 165 sabres;
- Uma bateria  de Artilharia.

O corpo de tropas do General Castaños era constituído por:
- Uma brigada de infantaria (Brigada da Estremadura) sob o comando do General Carlos de España, com 1 778 homens;
- Corpo de Cavalaria, sob comando do Conde Penne Villemur, com 721 sabres;
- Uma bateria de Artilharia.

### As forças francesas
As forças francesas eram comandadas pelo Marechal Soult e tinham um efectivo aproximado de 24 270 homens. Dispunha de uma considerável força de cavalaria. Estavam organizadas da seguinte formaː

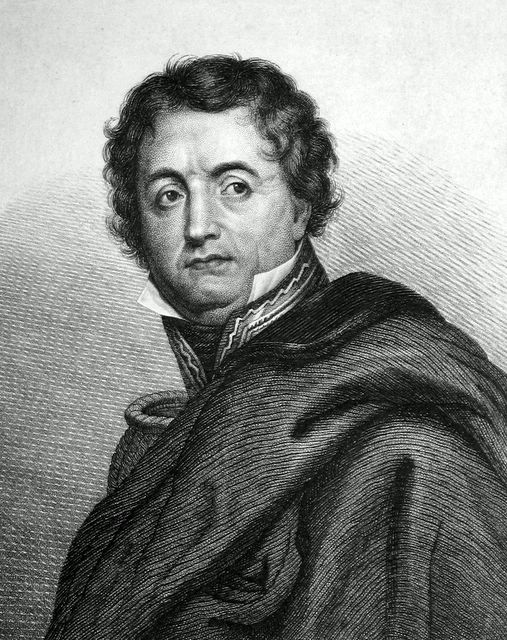
Marechal Nicolas Jean-de-Dieu Soult.

- V CE, sob comando do General Jean Baptiste Girard, com 8 437 homens, tinha a seguinte constituição:
  - 1ª Divisão, sob o comando do General Jean Baptiste Girard, com 4 253 homens;
  - 2ª Divisão, sob o comando do General Honoré Gazan, com 4 183 homens.
- Brigada Werlé, sob o comando do Brigadeiro-general François Werlé, com 5 621 homens;
- Brigada Godinot, sob o comando do Brigadeiro-general Nicolas Godinot, com 3 924 homens;
- Grenadiers Réunis, com 1 033 homens;
- Corpo de Cavalaria, sob o comando do Tenente-general Latour Maubourg, tinha a seguinte constituição:
  - Brigada Briche, sob o comando do Brigadeiro-general André Briche, com 823 sabres;
  - Brigada Bron, sob o comando do General André François Bron, com 1 093 sabres;
  - Brigada Bouvier des Éclat, sob o comando do Brigadeiro-general Bouvier des Éclat, com 879 sabres;
  - Cavalaria ligeira polaca – 1º Regimento de Lanceiros do Vístula, com 591 lanças;
  - 27ª Regimento de Caçadores, com 431 sabres;
  - 4ª Regimento de Caçadores (Espanhol), com 95 sabres;
- Corpo de Artilharia -  Brigadeiro Charles Ruty - 8 baterias – 48 bocas de fogo – 1 243 homens.

## As operações

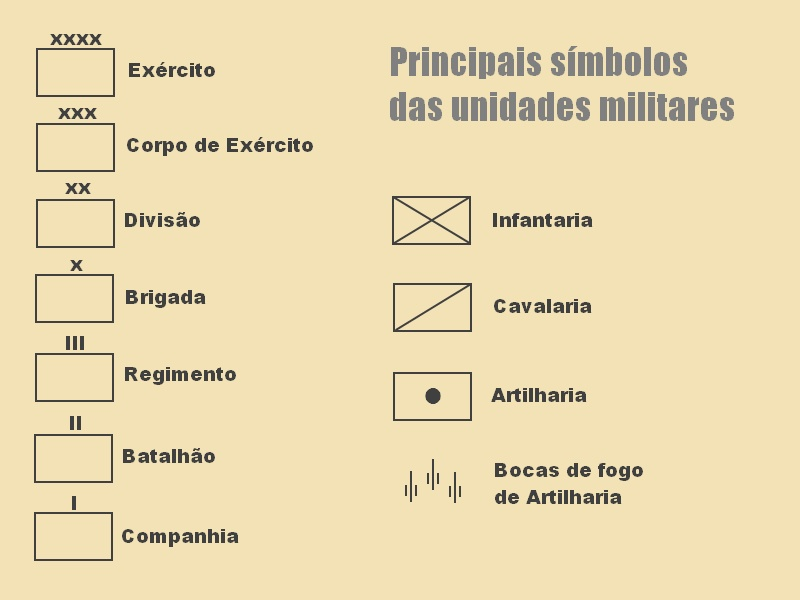
Principais símbolos representativos das unidades militares.

Além das forças anglo-lusas, Beresford dispunha dos corpos de tropas espanholas de Joaquín Blake e de Castaños. Blak vinha directamente de Cadiz, enviado pela Regência espanhola; desembarcou em Ayamonte e subiu o Guadiana até encontrar forças aliadas. Castaños encontrava-se em Mérida e juntou-se às tropas anglo-lusas ainda em Badajoz. Beresford assumiu o comando de todas estas forças com o acordo dos dois generais espanhóis e dispôs as suas tropas assumindo que Soult iria desencadear o seu ataque principal em La Albuera com a finalidade de romper o centro do seu dispositivo e ocupar as regiões mais elevadas à sua retaguarda, a partir de onde podia controlar a estrada para Badajozː
- No flanco esquerdo (Norte) foi colocada a Divisão Hamilton com o apoio da Brigada Collins, posicionada à sua retaguarda. A cavalaria portuguesa, sob comando do Coronel Otway actuava como guarda de flanco; a ela juntaram-se dois esquadrões de cavalaria britânica.

- Sobre La Albuera (na linha de alturas a Oeste) foi colocada a 2ª Divisão (Stewart). À sua frente, na povoação de La Albuera, ficaram posicionados os dois batalhões de infantaria ligeira da K.G.L. O General Blake enviou dois batalhões de infantaria para apoiarem a defesa no flanco Sul da povoação. Uma bateria de artilharia de campanha (do Capitão Arriaga), posicionada sobre La  Albuera, batia a aproximação à ponte. À retaguarda da 2ª Divisão ficou a cavalaria britânica de Lumley excepto um regimento de dragões ligeiros que tinha sido destacado para o flanco Sul.

- À direita da 2ª Divisão estavam as divisões espanholas de Ballesteros, Lardizabal e Zaya, de Norte para Sul por esta ordem. A cavalaria espanhola de Loy e um destacamento da cavalaria britânica constituíam o flanco direito aliado.

- Em reserva ficou a 4ª Divisão com a Brigada de Carlos de España das tropas do General Castaños.

Seguindo instruções de Wellesley, Beresford puxou as forças para a contra-encosta por forma que os franceses, quando se aproximaram, apenas viram a cavalaria portuguesa e as tropas posicionadas na posição de Albuera.
O plano de Soult era diferente do que Beresford previra. Soult estava convencido que o corpo de tropas de Blake ainda não se encontrava na região e que Beresford não tinha, assim, mais de 20 000 homens. Como o exército espanhol tinha chegado depois de escurecer não foi avistado pelos franceses. Na direcção de  La Albuera seria lançado um ataque de diversão, isto é, destinado a atrair a atenção do inimigo enquanto desencadeava a acção principal noutro ponto do dispositivo. O grosso das tropas, mais a Sul, marcharia a coberto das vistas do inimigo devido à cobertura florestal e à dobra do terreno entre os ribeiros de Nogales e Chicapierna executando uma manobra de envolvimento sobre o flanco direito dos Aliados.
Soult contava, com esta manobra, surpreender Beresford, evitar a principal força inimiga e ocupar uma posição dominante à retaguarda do dispositivo de Beresford. Desta forma, visava cortar-lhe o eixo de retirada e impedir a junção das suas forças às de Blake (Soult desconhecia que estavam já na posição de Albuera) o que tornava mais frágil a situação de Beresford.

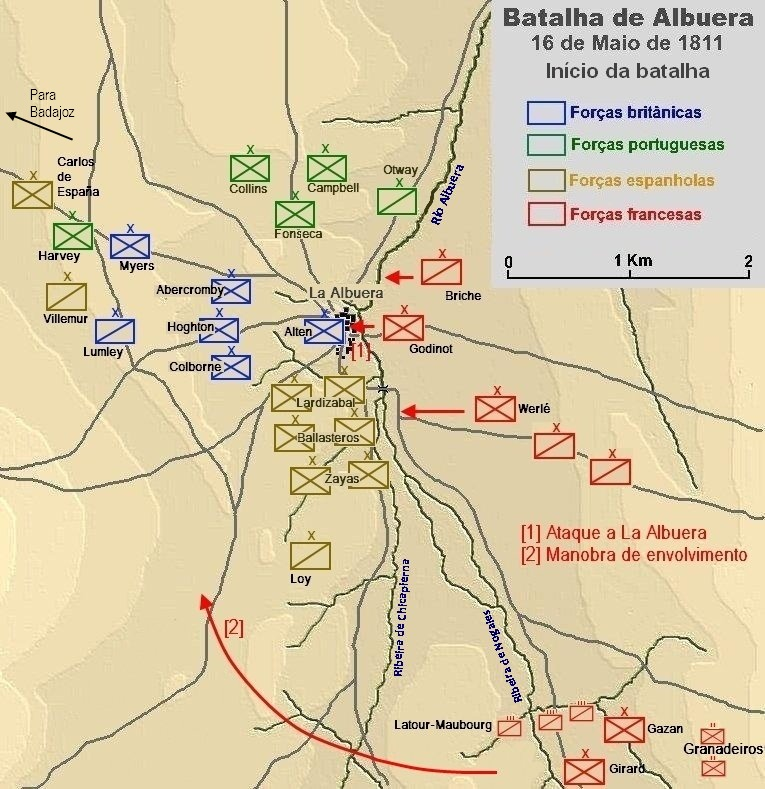
Mapa da Batalha de Albuera – o início do ataque.

Para executar este plano, Soult posicionou a Brigada Godinot em frente a Albuera, com a Brigada de Cavalaria de Briche no flanco Norte e dispondo do apoio de duas baterias de artilharia (12 bocas de fogo). À esquerda (Sul) de Godinot, a Brigada Werlé e duas brigadas de dragões avançaram na direcção da ponte, a Sul de La Albuera. Aí encontravam-se as forças espanholas do General Blake (ainda não identificadas pelos franceses) ainda sem o dispositivo completamente montado. Num movimento mais amplo, a coberto de um olival  e de uma dobra do terreno entre as duas ribeiras que formavam o Rio Albuera, as duas divisões do V CE e toda a restante cavalaria, sob o comando de Latour-Maubourg, executavam a manobra de envolvimento.
Beresford estava confiante de que o ataque principal estava a ser lançado sobre Albuera.  Ao aperceber-se da dimensão da força de envolvimento e das verdadeiras intenções do inimigo, deu ordens a Blake para alterar o dispositivo de acordo com a direcção do ataque, isto é, perpendicularmente à posição original. Ordenou também a Blake que ocupasse com parte das suas forças a região para onde se dirigiam as tropas francesas que executavam o envolvimento. Blake limitou-se a movimentar uma brigada da Divisão Zaya com a sua única bateria. Beresford, entretanto, enviou ordens para a Divisão Stewart se preparar para apoiar a infantaria espanhola e à cavalaria de Lumley para se juntar à de Loy que tinha já recuado perante a nítida superioridade numérica da cavalaria francesa. A execução destas medidas iria definir o novo dispositivo de defesa aliado perante o ataque francês.
A partir de agora passam a existir duas acções que, para efeitos de explicação dos acontecimentos, podem ser tratadas separadamente: o ataque de diversão, à povoação de La Albuera, e o ataque principal, lançado de Sul, consequência da manobra de envolvimento.

### O ataque principal
O V CE avançou em direcção à posição ocupada pelas tropas de Zaya com uma formação em coluna cerrada, a Divisão de Girard à frente, seguida de muito perto pela Divisão de Gazan com uma formação idêntica. Nos flancos de cada divisão seguia um batalhão em linha e outro em coluna pronto a formar em quadrado prevendo um ataque da cavalaria aliada. Os 8 437 homens do V CE avançavam pois com uma frente de 500 homens. A Brigada de Werlé colocou-se à retaguarda do V CE constituindo a sua reserva. A cavalaria que a acompanhava juntou-se às unidades sob comando de Latour-Maubourg.

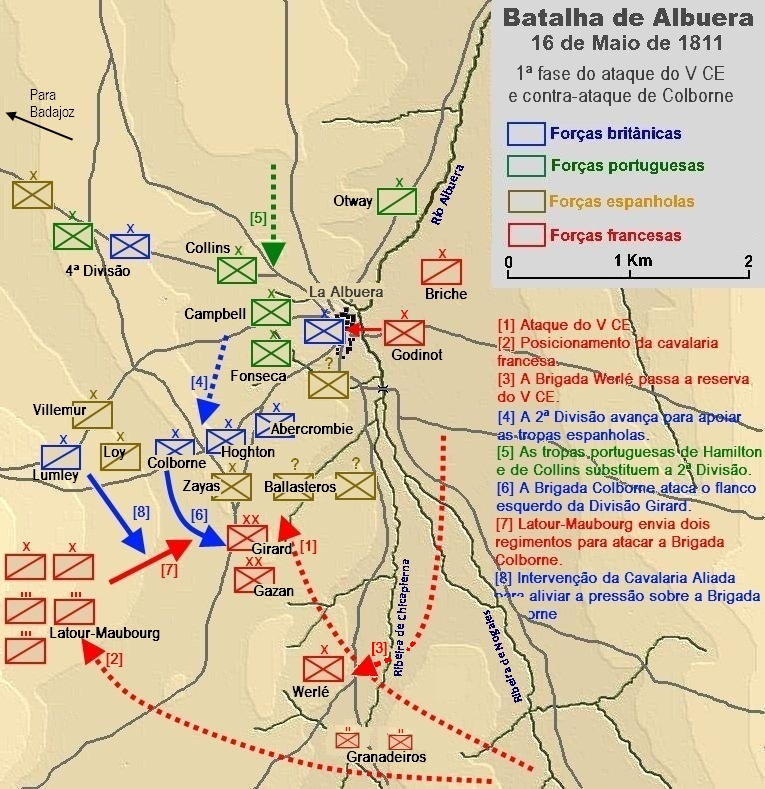
Mapa da Batalha de Albuera – Primeira fase do ataque do V CE e contra ataque lançado pela Brigada de Colborne (da 2ª Divisão).

Ao aperceber-se da gravidade da situação, Blake decidiu movimentar mais tropas em apoio de Zaya mas quando elas chegaram às posições que deviam ocupar já o ataque tinha sido desencadeado. Os quatro batalhões de Zaya tiveram de enfrentar uma divisão francesa mas, apesar das numerosas baixas, mantiveram-se firmes.
Beresford ordenou a William Stewart que movimentasse a 2ª Divisão, a fim de apoiar os espanhóis. Ao lado dos batalhões de Zaya encontravam-se já quatro batalhões de Ballasteros. A Brigada de Colborne (da 2ª Divisão) foi a primeira a chegar à linha defensiva. Aí devia, juntamente com as outras brigadas, formar uma linha atrás dos espanhóis para, quando prontos, poderem avançar e substituí-los. No entanto, Stewart assumiu uma decisão precipitada e enviou a Brigada de Colborne para atacar o flanco esquerdo (virada a Oeste) do V CE. Este ataque que, inicialmente estava a correr bem (quebrou o ímpeto do ataque francês), foi interrompido pela intervenção de dois regimentos da cavalaria francesa que se aproximaram sem se fazerem notar: os Lanceiros do Vístula e o 2º Regimento de Hussardos. Não estando preparados para esta eventualidade (a única defesa que tinham era adoptar a formação em quadrado) sofreram em pouco tempo baixas muito numerosas. A cavalaria de Lumley interveio para aliviar a pressão sobre a Brigada Colborne e permitir a sua retirada e sofreu também numerosas baixas.
Quebrado o ímpeto do ataque, Girard entendeu que era altura da Divisão de Gazin passar para a frente. Esta manobra de substituição das forças no ataque deu tempo aos Aliados para formarem a linha defensiva de tropas britânicas. A Brigada de Hoghton substituiu os batalhões de Zaya. A Brigada de Abercrombie substituiu as tropas de Ballesteros. Os britânicos formaram uma linha com  850 homens de frente e duas fileiras de profundidade. Os franceses renovaram o ataque com uma coluna cerrada.

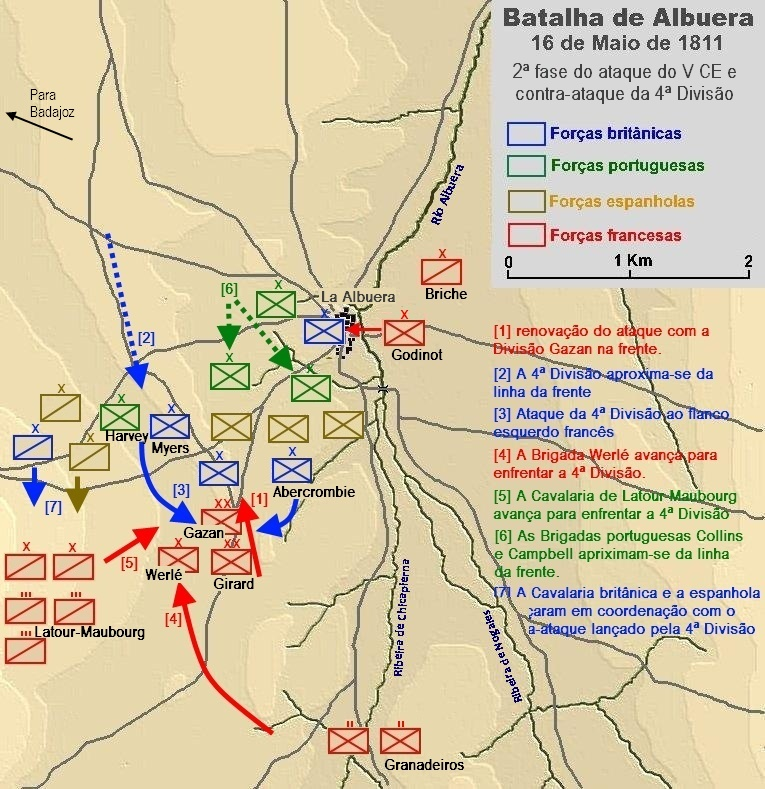
Mapa da Batalha de Albuera – Segunda fase do ataque do V CE e o contra-ataque da 4ª Divisão.

Os britânicos, especialmente a Brigada de Hoghton, mantiveram as posições à custa de baixas muito elevadas. Se não fossem providenciados reforços os franceses conseguiriam provocar a rotura da posição defensiva. Beresford enviou ordens à Divisão Hamilton para reforçar Hoghton mas aquela encontrava-se a uma distância que não permitia a intervenção em tempo oportuno. Beresford chegou a substituir os batalhões da K.G.L. em La Albuera por tropas espanholas mas estes também não chegaram a tempo de reforçar Hoghton.
A percepção de que a frente aliada estava em vias de quebrar e a ausência de ordens de Bersford que permitissem revigorar rapidamente a defesa levaram a que o comandante da 4ª Divisão (em reserva), Lowry Cole, fizesse avançar as tropas por sua própria iniciativa. O flanco esquerdo do V CE foi novamente atacado e os franceses responderam a este ataque. Soult mandou avançar as unidades de Latour-Maubourg que atacaram o flanco direito da 4ª Divisão, formado pela brigada Portuguesa de Harvey, enquanto a Brigada Werlé avançou e atacou os batalhões da Brigada de Myers. A Brigada de Harvey formou prontamente os seus batalhões em quadrado e conseguiu repelir a cavalaria francesa. Os batalhões de Myers repeliram a Brigada Werlée. Simultaneamente, a Brigada de Abercromby atacou o flanco direito do V CE. O ataque parou e as tropas francesas iniciaram a retirada com muita desordem.
A forte artilharia francesa e a boa posição que a cavalaria de Latour-Maubourg ocupou impediram a perseguição. Soult ainda dispunha de dois batalhões de granadeiros em reserva, mas entendeu não ter condições para continuar o ataque pois, entretanto, teve conhecimento de que as tropas de Blake se encontravam na posição defensiva o que dava ao exército aliado uma superioridade numérica significativa.

### O ataque de diversão
A Brigada de Godinot marchou sobre La Albuera mas o seu ataque, tendo como objectivo iludir o inimigo quanto à localização ou existência de outro ataque, não pôs em perigo o dispositivo dos Aliados. Tanto assim foi que, a meio do ataque, Beresford ordenou a substituição dos dois batalhões da K.G.L. por tropas espanholas com a finalidade de empenhar as tropas alemãs na linha virada a Sul, onde se realizava o ataque principal. Ao ser efectuada esta rendição de tropas, os franceses ganharam terreno dentro da posição, mas as tropas espanholas conseguiram repeli-los com um vigoroso contra-ataque.
Este ataque cumpriu a sua finalidade pois Beresford demorou a aperceber-se da manobra francesa e Blake, desobedecendo às ordens de Beresford, pois não estava convencido que o ataque principal estava a ser lançado de Sul, só muito tarde começou a transferir as suas tropas para a nova frente. O exame dos números relativos às baixas indica que a Brigada da K.G.L. perdeu cerca de 10% dos seus homens (mortos, feridos e desaparecidos). Este dado contrasta muito com as baixas das 2ª e 4ª Divisões.

### Baixas
Os Aliados sofreram, no total, 5 916 baixas (mortos, feridos e desaparecidos) o que corresponde a 16,77%. Este dado, no entanto é enganador porque as baixas não foram regularmente distribuídas. Os britânicos (incluindo a K.G.L.) sofreram 39,80% de baixas, os portugueses 3,81% e os espanhóis 9,34%.
Em cada uma destas nacionalidades, as unidades que maior empenhamento tiveram foram a Brigada Coborne com 68,39% de baixas, a Brigada Hoghton com 63,23% e a Brigada Myers com 51,86%, todas britânicas. Mesmo os quatro batalhões da Divisão de Zaya, que aguentaram o primeiro embate dos franceses, não perderam mais de 30% dos seus efectivos. A Brigada portuguesa de Harvey, ao utilizar a formação correcta (quadrado) para se defender da cavalaria francesa, sofreu apenas 6,94% de baixas.
As baixas francesas foram igualmente pesadas. No total perderam 24,46% dos efectivos mas, analisando os números mais em pormenor, vemos que as percentagens mais elevadas se encontram nas duas divisões do V CE, que efectuaram o ataque principal, com 37,07%. A Divisão de Girard, que liderou o ataque, sofreu 42,86% de baixas; a de Gazan, que executou a segunda fase do ataque, 31,10%. A Brigada Godinot, que executou o ataque secundário sobre La Albuera, apenas sofreu 9,78% de baixas.

### Deserções
Nesta batalha, como em muitas outras, verificaram-se vários casos de deserção. Da parte do Exército Português conhecem-se os casos nomeados na Ordem do Dia de Beresford, de 15 de Junho de 1811 quando o seu quartel-general se encontrava em Elvas; diz o seguinte (a ortografia foi actualizada):

Sua Excelência o Senhor Marechal, sente sobre maneira, que na mesma ocasião em que o Exército Português acabava de se cobrir de glória na defesa do seu Príncipe, e da sua Pátria, se visse obrigado a lançar mão de toda a severidade da Lei para punir os Soldados abaixo nomeados, que degenerando do Espírito, que anima os seus Camaradas, e fugindo do Campo da honra, violaram o juramento sagrado, que prestaram às Bandeiras.

Soldados que morreram fuzilados.

Regimento de Infantaria N. 1.

José Marques Louriçal. Manuel de Oliveira.

Regimento de Infantaria N. 3.

José Marques. José Gomes.

Regimento de Infantaria N. 11.

Sebastião António.

Regimento de Infantaria N. 16.

Manuel da Costa. Joaquim António.

Cavalaria da Guarda Real da Polícia.

José da Silva Pernes. Este réu ao crime de deserção acrescentou o de roubos.

## Conclusão
Proporcionalmente aos efectivos empenhados, Albuera foi a mais sangrenta batalha da Guerra Peninsular. Este é um dado objectivo e as diferenças dos números que são apresentados por diferentes autores não alteram em nada esta análise. Os erros que são atribuídos a cada um dos comandantes já é um assunto mais polémico. Efectivamente, obras diferentes dão-nos, em vários aspectos, perspectivas diferentes desta questão.  Serve este comentário apenas como alerta para quem desejar aprofundar o tema.
Uma das consequências da batalha foi a de os Aliados voltarem a cercar Badajoz. Para além disso não teve, a médio ou longo prazo, um impacto significativo no desenvolvimento da Guerra Peninsular.